# Coprosma colensoi
Coprosma colensoi är en måreväxtart som beskrevs av Joseph Dalton Hooker. Coprosma colensoi ingår i släktet Coprosma och familjen måreväxter. Inga underarter finns listade i Catalogue of Life.